# Geschiedenis van Botswana

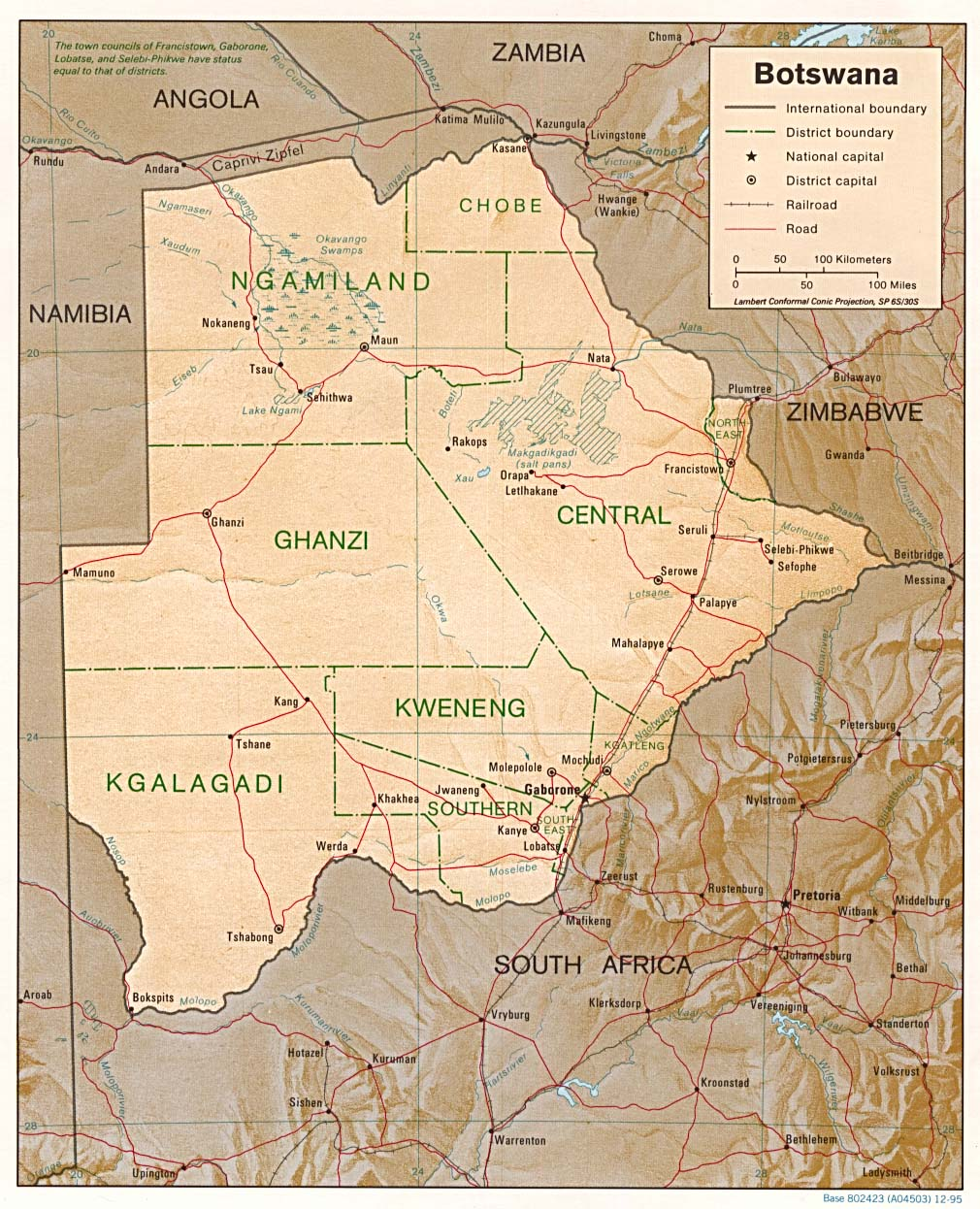
De contouren van het huidige Botswana, waarvan de grenzen niet zijn veranderd sinds de onafhankelijkheid in 1966

De geschiedenis van Botswana is het verhaal van het gebied van het huidige Botswana, een land in Afrika. Het valt grotendeels samen met de geschiedenis van de Tswana, de grootste etnische groep van Botswana. Voordat dit volk in contact kwam met Europeanen, leefden de Tswana als herders in stammenverband. De geschiedenis van Botswana, in zijn bestaan als een binnenstaat, werd en wordt nog altijd in sterke mate bepaald door de geografische aanwezigheid van Zuid-Afrika.

## Pre-koloniaal tijdperk
Ergens tussen 200 en 500 n.Chr. staken Bantoesprekende mensen, aanvankelijk afkomstig uit het gebied Katanga (vandaag onderdeel van de Democratische Republiek Congo en Zambia) de rivier de Limpopo over. Daardoor kwamen ze aan in het gebied dat vandaag bekend staat als Zuid-Afrika. Er waren twee grote migratiegolven naar Zuid-Afrika: Nguni en Sotho-Tswana. Het eerste volk vestigde zich in de oostelijke kustregio, terwijl de Tswana zich vestigden in het gebied dat vandaag bekend staat als het Hoogveld, een groot, relatief hoog centraal plateau in Zuid-Afrika.
Rond het jaar 1000 was de Bantoekolonisatie van het oostelijke deel van Zuid-Afrika een feit. Dit volk was een sterk gedecentraliseerde feodale maatschappij die gebaseerd was op kraals (een soort clan). Aan het hoofd van deze kraals stond een bevelhebber die een heel vaag omlijnde loyaliteit had ten aanzien van de nationale opperbevelhebber.
In de daaropvolgende eeuw kwam er in het zuidoosten van Botswana een nieuwe cultuur op, zo bleek uit archeologische bevindingen op een site aan de Moritsaneheuvel, nabij Gabane. Het aardewerk was een mix tussen de oude westerse stijl en invloeden uit de nieuwe ijzertijd. De Moritsanecultuur wordt historisch gezien geassocieerd met de Khalagari-chiefdoms, die zich voornamelijk richtten op jagen en het drijven van vee in plaats van landbouw.

## Koloniaal tijdperk: Protectoraat Beetsjoeanaland

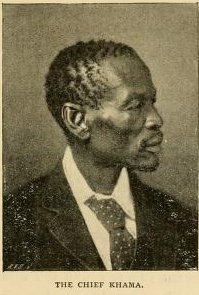
Stamhoofd Khama III

Aan het einde van de 19e eeuw braken er vijandelijkheden uit tussen de Shona's van Botswana en Ndebelestammen die vanuit de Kalahariwoestijn migreerden naar het gebied. De spanningen escaleerden toen kolonisten vanuit Zuid-Afrika aankwamen. Na smeekbedes om hulp van de leiders van Botswana, Khama III, Bathoen en Sebele I, plaatste de Britse overheid de regio op 31 maart 1885 als protectoraat Beetsjoeanaland onder zijn bescherming. Dit protectoraat is de koloniale voorganger van Botswana als onafhankelijke staat. Het toenmalige noordelijke gedeelte van het protectoraat heet nu Botswana. Het zuidelijke gebied werd later deel van de Kaapkolonie en maakt nu deel uit van Zuid-Afrika.
Toen in 1910 vanuit de grootste Britse kolonies in de regio de Zuid-Afrikaanse Unie werd gesticht, werden het protectoraat Beetsjoeanaland, Basutoland (nu Lesotho) en Swaziland niet opgenomen in deze unie. Er lagen wel plannen klaar om de gebieden later te incorporeren. Hoewel meerdere Zuid-Afrikaanse overheden getracht hebben de gebieden te laten transfereren en zo deel te laten uitmaken van Zuid-Afrika, bleven de Britten deze transfer vooruitschuiven, waardoor die uiteindelijk nooit een feit werd. De apartheid en het vertrek in 1961 van Zuid-Afrika uit het Britse Gemenebest van Naties maakten voorgoed een einde aan een mogelijke incorporatie van deze gebieden.

## Onafhankelijkheid

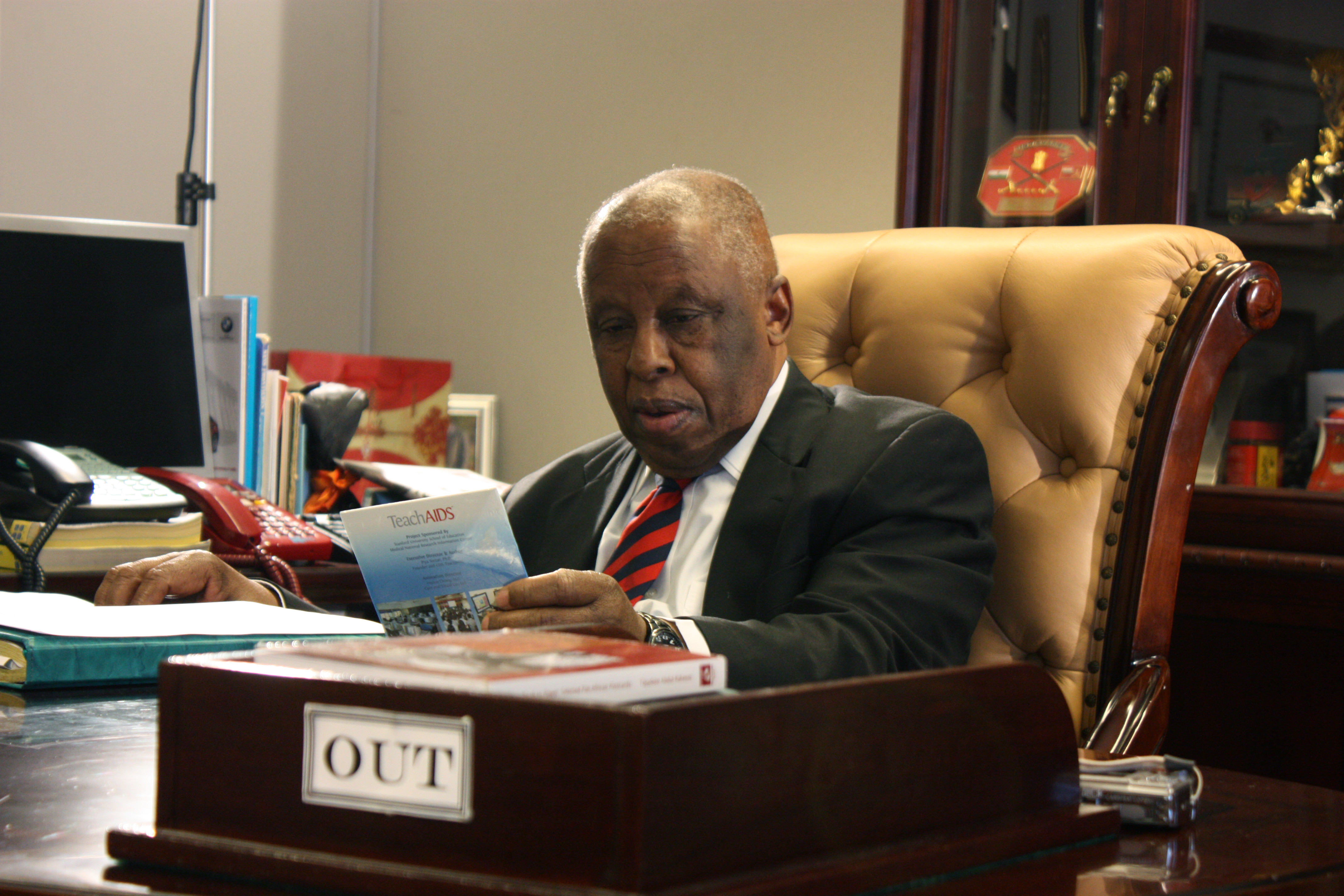
Festus Mogae, voormalig president van Botswana

In juni 1966 aanvaardde het Verenigd Koninkrijk het voorstel van Botswana om zichzelf op een democratische wijze te besturen. Het overheidscentrum werd in 1965 verplaatst van Mahikeng (Zuid-Afrika) naar Gaborone. De grondwet van 1965 leidde tot de eerste algemene verkiezingen en tot onafhankelijkheid op 30 september 1966. De naam Bechoeanaland werd officieel gewijzigd naar Botswana. Het ambt van premier werd afgeschaft en Botswana werd een parlementaire democratie. Seretse Khama, een leidend figuur binnen de onafhankelijkheidsbeweging, werd als eerste president verkozen en werd twee keer herverkozen. In 1980 overleed hij op 59-jarige leeftijd in zijn ambt aan maagkanker. Het presidentschap ging over op de zittende vicepresident, Ketimule Masire. Hij werd zelf verkozen in 1984 en herverkozen in 1989 en 1994. Masire ging in 1998 met pensioen, toen hij nog president was. Het presidentschap ging over op vicepresident Festus Mogae. Die werd zelf verkozen in 1999 en herverkozen in 2004. In april 2008 werd de zoon van Seretse Khama, de eerste president van Botswana, luitenant-generaal Ian Khama, president als opvolger van Festus Mogae.
In 1976 ondertekende het land de gemeenschappelijke Verklaring van Frontlijnstaten (Botswana, Angola, Mozambique, Zimbabwe, Malawi, Zambia en Tanzania). In de jaren tachtig voerde Zuid-Afrika met regelmaat kleine militaire operaties uit in Botswana om ANC- en PAC-leden op te pakken.
Geschiedenis van:
Algerije · Angola · Benin · Botswana · Burkina Faso · Burundi · Centraal-Afrikaanse Republiek · Comoren · Congo-Brazzaville · Congo-Kinshasa · Djibouti · Egypte · Equatoriaal-Guinea · Eritrea · Ethiopië · Gabon · Gambia · Ghana · Guinee-Bissau · Guinee-Conakry · Ivoorkust · Kaapverdië · Kameroen · Kenia · Lesotho · Liberia · Libië · Madagaskar · Malawi · Mali · Marokko · Mauritanië · Mauritius · Mozambique · Namibië · Niger · Nigeria · Oeganda · Rwanda · Sao Tomé en Principe · Senegal · Seychellen · Sierra Leone · Soedan · Somalië · Somaliland · Swaziland · Tanzania · Togo · Tsjaad · Tunesië · Westelijke Sahara · Zambia · Zimbabwe · Zuid-Afrika · Zuid-Soedan
Noord-Afrika · West-Afrika